# Do You Know Where You’re Going To? (Theme from Mahogany)
Theme from Mahogany (Do You Know Where You're Going To) – singel Diany Ross wydany w 1975 roku. Piosenka została nagrana na soundtrack do filmu Mahogany. Bohaterka piosenki przedstawiona została jako biedna Afro-Amerykanka, która zostaje sławną rzymską projektantką mody. Przypominając sobie dawne czasy, pokazuje ona jak uboga w uczucia jest jej przyszłość i jakie podjęła decyzje, aby dotrzeć tam, gdzie teraz jest. Refren "Do you know where you're going to? Do you like the things that life is showing you?" podkreśla nostalgiczny charakter piosenki.
Nagrany z pełnym akompaniamentem orkiestry, "Theme from Mahogany" stał się jednym z najbardziej rozpoznawalnych elementów filmu Mahogany. Wielu krytyków nie faworyzowało piosenki, ale względnie została przyjęta bardzo dobrze. Później wydana jako singel, "Theme from Mahogany" stał się numerem jeden na U.S. Billboard Hot 100, i był nominowany do Oscara. Ross zaśpiewała ją na gali rozdania Oscarów co było transmitowane satelitarnie w Holandii.
Teresa Carpio scoverowała piosenkę w latach 70. na album winylowy Hit Sounds Vol. 5, na który nagrywali angielscy artyści, pochodzący z Hongkongu.

## Wersja Marii Carey
Mariah Carey nagrała swoją wersję piosenki Ross na swój album #1's. Została ona umieszczona na wersji europejskiej albumu. Piosenka został umieszczona także na jedynej dotychczas EP wokalistki, wydanej ekskluzywnie w Wal-Mart – Valentines. W Brazylii wydano piosenkę jako singel promocyjny z #1's. Wydano także remiksy tej piosenki. Zawarto ją także na francuskiej wersji Rainbow i filipińskiej wersji #1's.

### Lista utworów
Brazilian Single
1. "Do You Know Where You're Going To? (Theme from Mahogany)" – 3:47

DJ Grego Remixes
1. "Do You Know Where You're Going To? (Theme from Mahogany)" (Mahogany Club)
2. "Do You Know Where You're Going To? (Theme from Mahogany)" (Mahogany Club Extended)
3. "Do You Know Where You're Going To? (Theme from Mahogany)" (Mahogany For Clubbers)
4. "Do You Know Where You're Going To? (Theme from Mahogany)" (Mariah Bonita)
5. "Do You Know Where You're Going To? (Theme from Mahogany)" (Mariah Bonita Club)
6. "Do You Know Where You're Going To? (Theme from Mahogany)" (Mariah Bonita Club Edit)
7. "Do You Know Where You're Going To? (Theme from Mahogany)" (Album Version) – 3:47

## Wersja Jennifer Lopez
Jennifer Lopez nagrała swoją wersję w tym samym czasie, co Mariah Carey, gdyż pracowała wtedy z tą samą wytwórnią, co Carey. Piosenka została umieszczona na filipińskiej i holenderskiej wersji debiutu Jennifer Lopez On the 6. Obydwie wersje (Carey i Lopez) są do siebie bardzo podobne.